# Pa Konate
Pa Momodou Konate, né le 25 avril 1994 à Malmö, est un footballeur international guinéen. Il évolue au poste d'arrière gauche à Nea Salamina.

## Biographie

### En club
Avec le club du Malmö FF, il participe à la phase de groupes de la Ligue des champions en 2014 puis en 2015.

### En équipe nationale
Avec la sélection suédoise, il participe au championnat d'Europe espoirs 2015 organisé en République tchèque. L'équipe de Suède remporte la compétition en battant le Portugal.
Le 6 janvier 2016, il fait ses débuts en faveur de l'équipe nationale lors d'un match amical contre l'Estonie.
D'origine guinéenne par son père et gambienne par sa mère. Il décide de rejoindre l'équipe nationale de Guinée mi-mai 2018 et fête sa première sélection le même mois.
En janvier 2022, il est retenu par le sélectionneur Kaba Diawara afin de participer à la Coupe d'Afrique des nations 2021 organisée au Cameroun.

## Palmarès
- Vainqueur du championnat d'Europe espoirs en 2015 avec l'équipe de Suède espoirs
- Champion de Suède en 2013 et 2014 avec Malmö
- Vainqueur de la Supercoupe de Suède en 2014 avec Malmö